# Cochromit
Cochromit ist ein sehr selten vorkommendes Mineral aus der Mineralklasse der „Oxide und Hydroxide“ mit der Endgliedzusammensetzung CoCr2O4 und damit chemisch gesehen ein Cobalt-Chrom-Oxid. Da allerdings in natürlichen Cochromitproben ein Teil des Cobalts durch Nickel und/oder Eisen und ein Teil des Chroms durch Aluminium ersetzt (substituiert) ist, wird die vereinfachte Zusammensetzung in verschiedenen Quellen auch mit (Co,Ni,Fe2+)(Cr3+,Al)2O4 angegeben.
Cochromit kristallisiert im kubischen Kristallsystem in der Struktur von Spinell, konnte jedoch bisher nur in Form von unregelmäßigen Körnern bis etwa 20 μm Größe gefunden werden. Das Mineral ist in jeder Form undurchsichtig (opak) und zeigt auf den Oberflächen der schwarzen Körner einen metallischen Glanz. Auf der Strichtafel hinterlässt Cochromit einen grünlichgrauen Strich.

## Etymologie und Geschichte
Entdeckt wurde Cochromit in einer kleinen Nickel-Lagerstätte auf dem Gebiet der Farm Bon Accord nördlich von Barberton in der südafrikanischen Provinz Mpumalanga. Die Erstbeschreibung erfolgte 1978 S. A. de Waal, der das Mineral in Anlehnung an dessen Cobaltgehalt und der chemischen Verwandtschaft zum Chromit benannte.
Typmaterial für dieses Mineral ist nicht definiert.

## Klassifikation
Die strukturelle Klassifikation der International Mineralogical Association (IMA) zählt den Cochromit zur Spinell-Supergruppe, wo er zusammen mit Chromit, Coulsonit, Cuprospinell, Dellagiustait, Deltalumit, Franklinit, Gahnit, Galaxit, Guit, Hausmannit, Hercynit, Hetaerolith, Jakobsit, Maghemit, Magnesiochromit, Magnesiocoulsonit, Magnesioferrit, Magnetit, Manganochromit, Spinell, Thermaerogenit, Titanomaghemit, Trevorit, Vuorelainenit und Zincochromit die Spinell-Untergruppe innerhalb der Oxispinelle bildet. Ebenfalls in diese Gruppe gehören die nach 2018 beschriebenen Oxispinelle Chihmingit und Chukochenit sowie der Nichromit, dessen Name von der CNMNC der IMA noch nicht anerkannt worden ist.
Da der Cochromit erst 1978 entdeckt und als eigenständiges Mineral anerkannt wurde, ist er in der veralteten 8. Auflage der Mineralsystematik nach Strunz noch nicht verzeichnet. Im zuletzt 2018 überarbeiteten und aktualisierten Lapis-Mineralienverzeichnis nach Stefan Weiß, das sich aus Rücksicht auf private Sammler und institutionelle Sammlungen noch nach dieser klassischen Systematik von Karl Hugo Strunz richtet, erhielt das Mineral die System- und Mineral-Nr. IV/B.03-40. In der „Lapis-Systematik“ entspricht dies der Klasse der „Oxide und Hydroxide“ und dort der Abteilung „Oxide mit Verhältnis Metall : Sauerstoff = 3 : 4 (Spinelltyp M3O4 und verwandte Verbindungen)“, wo Cochromit zusammen mit Chromit, Magnesiochromit, Manganochromit, Nichromit und Zincochromit die Gruppe der „Chromit-Spinelle“ bildet.
Die seit 2001 gültige und von der IMA bis 2009 aktualisierte 9. Auflage der Strunz’schen Mineralsystematik ordnet den Cochromit ebenfalls in die Abteilung der Oxide mit Stoffmengenverhältnis „Metall : Sauerstoff = 3 : 4 und vergleichbare“ ein. Diese ist allerdings weiter unterteilt nach der relativen Größe der beteiligten Kationen, so dass das Mineral entsprechend seiner Zusammensetzung in der Unterabteilung „Mit ausschließlich mittelgroßen Kationen“ zu finden ist, wo es zusammen mit Brunogeierit, Chromit, Coulsonit, Cuprospinell, Filipstadit, Franklinit, Gahnit, Galaxit, Hercynit, Jakobsit, Magnesiochromit, Magnesiocoulsonit, Magnesioferrit, Magnetit, Manganochromit, Nichromit (N), Qandilit, Spinell, Trevorit, Ulvöspinell, Vuorelainenit und Zincochromit die „Spinellgruppe“ mit der System-Nr. 4.BB.05 bildet.
Auch die vorwiegend im englischen Sprachraum gebräuchliche Systematik der Minerale nach Dana ordnet den Cochromit in die Klasse der „Oxide und Hydroxide“ und dort in die Abteilung „Mehrfache Oxide“ ein. Hier ist er in der „Chrom-Untergruppe“ mit der System-Nr. 07.02.03 innerhalb der Unterabteilung „Mehrfache Oxide (A+B2+)2X4, Spinellgruppe“ zu finden.

## Chemismus
Die Mikrosondenanalyse der Cochromitproben aus der Typlokalität Bon Accord in Südafrika ergab eine Zusammensetzung von 50,38 % Cr2O3, 17,45 % CoO, 9,11 % Al2O3, 7,67 % NiO, 7,45 % FeO, 4,14 % Fe2O3 und 1,26 % TiO2. Daneben fanden sich noch Spuren von MgO (0,95 %), MnO (0,84 %), ZnO (0,59 %) und SiO2 (0,11 %).

Auf der Basis von 4 Sauerstoffatomen errechnete sich damit empirische Zusammensetzung zu (Co0.50Ni0.22Fe2+0.22Mg0.05Mn0.03Zn0.02)Σ=1.04(Cr1.43Al0.38Fe3+0.11Ti0.03)Σ=1.95O4.
Eine weitere Probe aus Bo Phloi in Thailand enthielt zwar weniger Fremdbeimengungen, dafür allerdings neben 22,38 % CoO und 11,57 % Cr2O3 noch einen signifikanten Anteil an Al2O3 von 49,61 % sowie 9,55 % FeO, 6,04 % MgO und 0,67 % TiO2. Die empirische Formel errechnet sich mit diesem Ergebnis zu (Co0.52Mg0.26Fe2+0.23)Σ=1.01(Al1.70Cr0.27Ti0.02)Σ=1.99O4. Die Probe aus Thailand hat also einen höheren Aluminium- als Chromgehalt, was der definierten und anerkannten Formel für Cochromit widerspricht. Ursache dafür kann der Umstand sein, dass die Probe als Einschluss in Korund (Al2O3) gefunden wurde.

## Kristallstruktur
Cochromit kristallisiert kubisch in der Spinellstruktur mit der Raumgruppe Fd3m (Raumgruppen-Nr. 227) mit dem Gitterparameter a = 8,29 Å sowie 8 Formeleinheiten pro Elementarzelle.

## Bildung und Fundorte
Cochromit bildete sich in der kleinen, tafelförmigen Nickel-Lagerstätte Bon Accord durch Verdrängung von Chromit in der Kontaktzone zwischen Quarzit und serpentinisierten Ultramafiten. Es wird vermutet, dass die Bildungsbedingungen der thermischen Metamorphose bei einer Temperatur von etwa 730 °C und einem Druck von weniger als 2 kbar liegen.
Weltweit sind bisher nur an zwei Fundorte für Cochromit dokumentiert (Stand 2018). Außer an seiner Typlokalität in Südafrika fand sich das Mineral noch in den Gesteinsproben vom Vulkan Mutnowski auf der russischen Halbinsel Kamtschatka im Föderationskreis Ferner Osten.